# Golden Globe per la miglior attrice in una serie
Il Golden Globe per la miglior attrice in una serie è stato assegnato solamente nel 1963 alla miglior attrice in una serie dalla HFPA (Hollywood Foreign Press Association).

## Vincitori e candidati
- 1963
  - Donna Reed - The Donna Reed Show[1]